# Avenue du Petit-Château
L'avenue du Petit-Château est une ancienne voie des entrepôts de Bercy, dans le  12e arrondissement de Paris, en France.

## Situation
Cette voie des entrepôts de Bercy débutait rue du Médoc et se terminait rue du Port-de-Bercy.

## Origine du nom
Cette rue portait le nom du Petit Château de Bercy, ou Petit Bercy, car elle desservait cette maison de plaisance qui avait appartenu au gouverneur de Paris Louis Léon Potier, duc de Gesvres, puis au contrôleur général Jean-Louis Henri Orry, ensuite à Marie-Madeleine de la Vieuville, marquise de Parabère, maîtresse du Régent avant d'être racheté par le pinardier, Louis Julius Gallois.
Elle était également nommée « rue des Pommiers ».

## Historique
Cette rue a été ouverte en 1878.
Elle disparait vers 1993 lors de la démolition des entrepôts de Bercy dans le cadre de l'aménagement de la ZAC de Bercy.
Son emplacement est désormais occupé par la partie du parc de Bercy située entre les rues Joseph-Kessel, de Pommard, de Bercy, le boulevard de Bercy et le quai de Bercy.